# Cantone di Cléry-Saint-André
Il Cantone di Cléry-Saint-André era una divisione amministrativa dell'arrondissement di Orléans.
È stato soppresso a seguito della riforma complessiva dei cantoni del 2014, che è entrata in vigore con le elezioni dipartimentali del 2015.
Comprendeva i comuni di:
- Cléry-Saint-André
- Dry
- Jouy-le-Potier
- Mareau-aux-Prés
- Mézières-lez-Cléry